# Barahonaite-(Al)
La barahonaite-(Al) è un minerale scoperto nei pressi di Pastrana, nella provincia della Murcia nel sud della Spagna e riconosciuto ufficialmente dall'IMA nel 2007. Il nome del minerale è stato attribuito in analogia alla composizione chimica con la barahonaite-(Fe) la quale a sua volta è stata dedicata al collezionista di minerali spagnolo Antonio Barahona.

## Morfologia
La barahonaite-(Al) si presenta solitamente come un raggruppamento di sferette luccicanti, le sferette esaminate al microscopio elettronico a scansione si presentano come rosette formate da minuscoli cristalli sottilissimi.

## Origine e giacitura
La barahonaite-(Al) è stata trovata in piccole lenti di solfuri completamente ossidati nelle fratture della farmacosiderite associata con arsenocrandallite, arsenogoyazite, azzurrite, clorargirite, conicalcite, 
cobaltarthurite, cornwallite, farmacosiderite lavendulano, olivenite e zálesíite.